# Kreuzkirche (Görlitz)
Die Kreuzkirche ist ein evangelischer Kirchenbau aus dem beginnenden 20. Jahrhundert am Rande der Görlitzer Südstadt zwischen der Arndt- und der Reuterstraße. Der Architekt des zwischen 1913 und 1919 (teilweise auch 1916) errichteten modernen Kirchenbaus war der Dresdner Rudolf Bitzan.

## Baugeschichte
Für den Bau eines neuen Kirchengebäudes in Görlitz fand im Jahr 1911 ein deutschlandweiter Architektenwettbewerb statt. Daran beteiligten zahlreiche Baumeister wie Wilhelm Brurein, Heinrich Straumer und Rudolf Bitzan. Bitzans Pläne kamen nach Juryentscheid zur Realisierung. Die Bauleitung hatte der Görlitzer Architekt Gerhard Röhr. Er vereinte in dem monumentalen Sakralbau Stilelemente aus der Moderne, dem Jugendstil und dem Neoklassizismus.

## Außenarchitektur
Die Kreuzkirche war der erste Kirchenbau auf dem Stadtgebiet, bei dem sich der Architekt von historischen Stilvorgaben für Kirchenbauten löste, jedoch den grundlegenden Aufbau bewahrte. So blieb die axiale Abfolge von Atrium, Turm, Langhaus und Altar erhalten. Der massiv gestaltete Eingangsbereich an der Westseite unterhalb des Turmes überspannt die davorliegende gepflasterte Straße. An ihn schließen sich Arkadengänge an.
Die Kirche bildet mit dem sich südöstlich anschließenden Doppelpfarr- und Gemeindehaus eine architektonische Einheit.

### Kirchturm

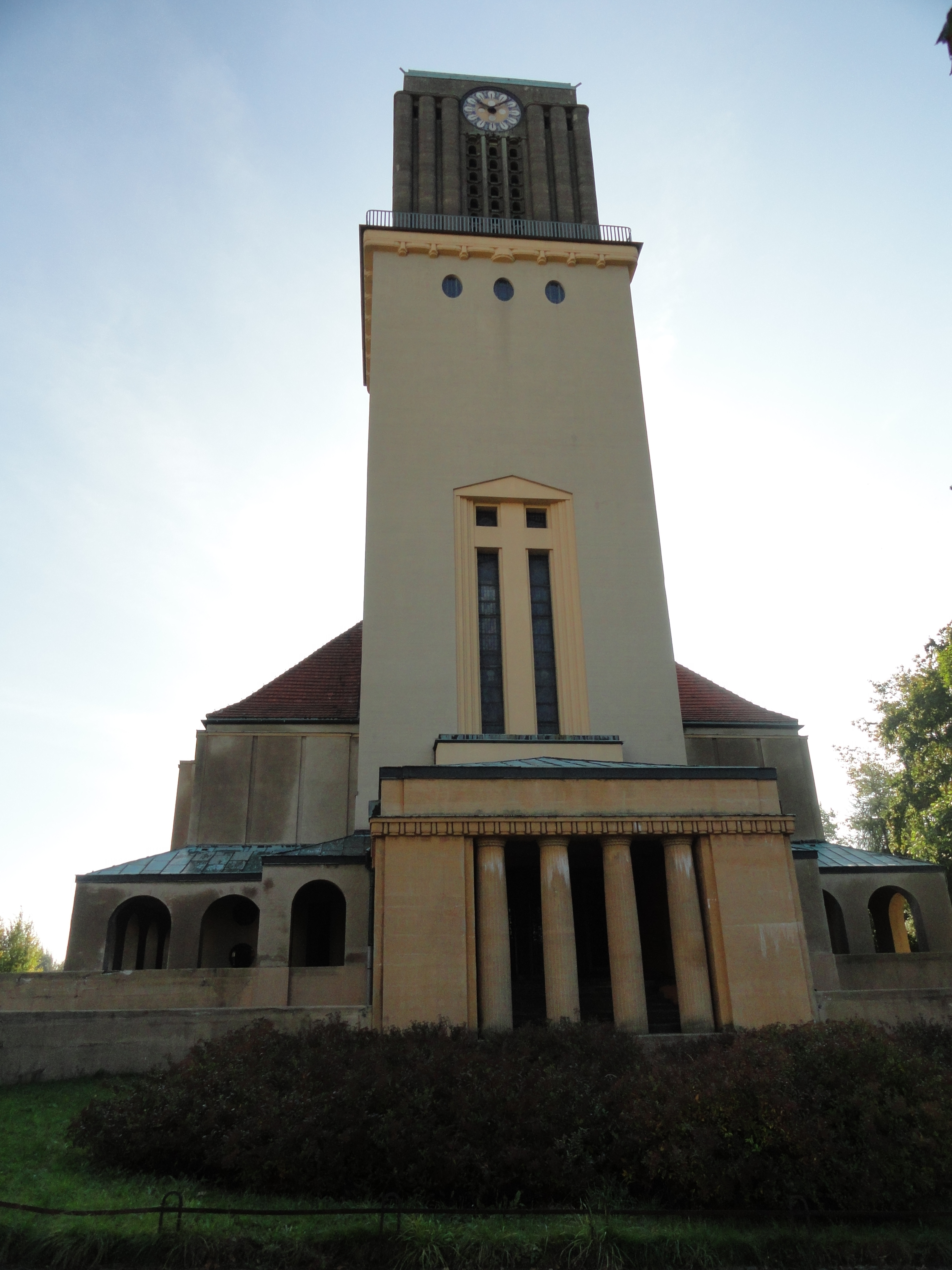
Kirchturm der Kreuzkirche

Der mächtige viereckige Turm wird unterhalb des zurückgesetzten oberen Turmteiles durch ein hohes Rechteckfenster unterbrochen. Das Fenster wird durch das namensgebende Kreuz Christi gegliedert. Der obere Teil des Turmes aus Stahlbeton mit dem Geläut ist durch eine Folge von Pfeiler- und Öffnungsbahnen gekennzeichnet und findet seinen Abschluss in einer einfachen vierseitigen Kupferhaube. Auf der Ost- und Westseite ist mittig zwischen den sechs Pfeilern jeweils eine Kirchturmuhr angebracht. Von einer Aussichtsplattform in Höhe von 38 Metern bietet sich einen herrlicher Rundblick über die Stadt und je nach Wetterlage in die nähere und weitere Umgebung. Der Turm hat eine Gesamthöhe von 48 Metern.

### Innenarchitektur
Im Kircheninnern verzichtete der Architekt zu Gunsten einer Kassettendecke und Stuckkonsolen auf ein Gewölbe und betonte die strenge Linienführung von Pfeilern und Trägern. An den Stuckkonsolen unterhalb der Decke sind bekannte Namen aus Bibel, Kirchengeschichte, Kultur, Wissenschaft und Politik zu lesen. Die tiefen Emporen auf der Nord- und Südseite des Kirchenschiffs unterstreichen den Saalcharakter des Kircheninnern. Die Vorhalle, auch Brauthalle genannt, erhebt sich über einem ellipsenförmigen Grundriss und wird von einer reich bemalten Decke mit Jugendstilformen überspannt. Die gesamte Ausstattung stammt noch aus der Bauepoche.

## Ausstattung

### Bestuhlung, Fenster, Schmuck und Sonstiges
Die Kunstschmiedearbeiten an den Außentüren und die Verglasung der Windfangtüren sowie die Gestaltung der Fenster mit Blumen- und Kreuzornamenten, die elektrischen Hängeleuchter und die Taufsteinabdeckung sind beachtliche Werke des damaligen Kunsthandwerkes.

### Glocken
Das Geläut besteht aus drei Glocken aus Gussstahl, welche 1914 vom Bochumer Verein gegossen wurden.
| Nr. | Name           | Gewicht (mit Armaturen) | Ton  | Gießer          | Gussjahr |
| --- | -------------- | ----------------------- | ---- | --------------- | -------- |
| 1   | Freudenglocke  | 4750 kg                 | gis0 | Bochumer Verein | 1914     |
| 2   | Mahnglocke     | 3360 kg                 | h0   | Bochumer Verein | 1914     |
| 3   | Friedensglocke | 1700 kg                 | d1   | Bochumer Verein | 1914     |